# Senta Dorothea Kirschner
Senta Dorothea Kirschner  (* 13. Dezember 1979 in München) ist eine deutsche Schauspielerin.

## Leben
Kirschner spielte Nebenrollen in mehreren Kino- und Fernsehfilmen. Daneben war sie in verschiedenen Theateraufführungen am Fränkischen Theater Schloss Maßbach, am Mainfranken Theater Würzburg, den Gandersheimer Domfestspielen und dem Theater an der Kö Düsseldorf  zu sehen. Sie hat eine klassische Tanzausbildung und wohnt in Berlin.

## Filmografie (Auswahl)
- 1998: Who’s your Angel?
- 2005: Minus zwei
- 2007: SOKO 5113 – Tödliche Spekulation (TV)
- 2007: Free Rainer
- 2009: Deutschland 09 – 13 kurze Filme zur Lage der Nation
- 2009: SOKO Wismar – Das dritte Feuer (TV)
- 2010: Wir sind die Nacht
- 2010: Drei
- 2010: Der kalte Himmel (TV)
- 2011: Don – The King is back
- 2015: Point Break
- 2017: Love is in the Air